# Dinteranthus puberulus
Dinteranthus puberulus är en isörtsväxtart som beskrevs av Nicholas Edward Brown. Dinteranthus puberulus ingår i släktet Dinteranthus och familjen isörtsväxter. Inga underarter finns listade i Catalogue of Life.